# Shinhwa
Shinhwa (em coreano:  신화) é um boy group sul-coreana, formada em 24 de março de 1998 pela SM Entertainment. É composta por seis membros: Eric Mun, Lee Min-woo, Kim Dong-wan, Shin Hye-sung, Jun Jin e Andy Lee. Fez sucesso ao lado SECHSKIES, g.o.d., Fly to the Sky, Turbo, Baby V.O.X., Fin. K.L., H.O.T. e S.E.S.. Shinhwa é a palavra coreana para mito ou lenda.
Em 1º de julho de 2011, o Shinhwa tornou-se o primeiro grupo de K-pop a possuir a sua própria companhia de entretenimento, quando eles estabeleceram a 'Shinhwa Company', uma agência de joint venture para os membros atuarem como grupo. É dirigida por Eric e Min-woo como co-CEOs, com os membros restantes como acionistas. A companhia gerencia o grupo como um todo, enquanto que as atividades dos membros são geridas por suas respectivas agências.Em setembro de 2014, a agência de Shinhwa foi renomeada como ShinCom Entertainment, devido a questões de marca registrada para Joon Media e SM Entertainment. Após 12 longos anos de batalha judicial, em 29 de maio de 2015 o grupo conseguiu plenos direitos sobre o nome "Shinhwa", podendo renomear definitivamente a agência como Shinhwa Company.
Eles também possuem o recorde mundial de boygroup mais antiga ativa sem mudanças ou saídas de membros no livro Guinness.

## Membros
| Eric Mun      | 文晸赫 | Mun Jung-hyuk   | 문정혁 | 16 de fevereiro de 1979 (46 anos) | TOP Media         |
| Lee Min-woo   | 李玟雨 | Lee Min-woo     | 이민우 | 28 de julho de 1979 (45 anos)     | Liveworks Company |
| Kim Dong-wan  | 金烔完 | Kim Dong-wan    | 김동완 | 21 de novembro de 1979 (45 anos)  | OfficeDH          |
| Shin Hye-sung | 申彗星 | Jung Pil-gyo    | 정필교 | 27 de novembro de 1979 (45 anos)  | Liveworks Company |
| Jun Jin       | 前進   | Park Choong-jae | 박충재 | 19 de agosto de 1980 (44 anos)    | CI C9             |
| Andy Lee      | 李先鎬 | Lee Sun-ho      | 이선호 | 21 de janeiro de 1981 (44 anos)   | TOP Media         |

## Discografia
| - 1998: Resolver - 1999: T.O.P - 2000: Only One - 2001: Hey, Come On! - 2002: Perfect Man - 2002: Wedding - 2004: Brand New - 2006: State of the Art - 2008: Volume 9 - 2012: The Return - 2013: The Classic - 2015: We - 2016: Unchanging Part. 1 - 2017: Unchanging: Touch - 1º: "How Do I Say" (8 de agosto de 2004) - 2º: "Hey, Dude" (4 de abril de 2005) - 3º: "Summer Story Tropical 2005" (10 de agosto de 2005) | - 2006: Inspiration #1 - 1º: "This Is The Sun In Our Hearts" (14 de junho de 2006) - 1º: Winter Story (30 de dezembro de 2003) - 2º: Winter Story 2004-2005 (20 de dezembro de 2004) - 3º: Winter Story 2006-2007 (25 de janeiro de 2007) - 4º: Winter Story 2007 (5 de dezembro de 2007) - 1º: My Choice (31 de janeiro de 2002) |

## Turnês
- First Live Concert: The First Mythology (2001)
- Second Live Concert: The Everlasting Mythology (18–20 de abril de 2003)
- Winter Story Tour 2003-04 (31 de dezembro de 2003 a 14 de fevereiro de 2004)
- Winter Story Tour 2004-05: Shinhwa Live in Seoul (dezembro de 2004)
- Shinhwa - 2005 Japan Tour - Osaka (21 de janeiro) e Tokyo International Forum (23 de janeiro)
- Tropical Summer Story Festival (junho de 2005)
- Shinhwa 2006 Asia Tour: State of the Art no Olympic Gymnastics Arena em Seul (13–14 de maio), Xangai (8 de julho), Busan (15 de julho), Bangkok (19 de agosto), Cingapura (10 de setembro), Tóquio (24 de setembro) e Osaka (26 de setembro)
- 2006 Japan Tour Inspiration#1 in Tokyo - Nippon Budokan, Tóquio (setembro de 2006)
- Shinhwa Must Go On: 10th Anniversary Live in Seoul - Olympic Gymnastics Arena (29 e 30 de março de 2008)
- 2012 Shinhwa Grand Tour: The Return (2012)
- The Classic Tour (2013)
- 2015 Shinhwa 17th Anniversary Concert 'WE' no Olympic Gymnastics Arena
- 2016 Shinhwa 16th Anniversary Concert 'Hero' no Olympic Gymnastics Arena
- 2016 Shinhwa - Winter Special Live: UNCHANGING na KINTEX (17-18 de dezembro)
- 2017 Shinhwa Live Unchanging Tour em Taipei (4 de fevereiro), Busan (11 de fevereiro) e Daegu (25 de fevereiro)
- 2017 Shinhwa Summer Live 'MOVE' (17-18 de junho)
- Shinhwa Twenty Fanparty 'All Your Dreams' (24-25 de março de 2018[6]) no Olympic Gymnastics Arena